# 小行星3422
小行星3422（英語：3422 Reid）是一颗围绕太阳公转的小行星。1978年7月28日，珀斯天文台在其天文台首次发现了此天体。
这颗小行星的绝对星等为199.4172254560939等。